# Sjarhej Maljauka
Sjarhej Maljauka (belarussisch Сяргей Маляўка, russisch Сергей Малявко Sergei Maljawko; * 28. September 1990 in Hrodna, Belarussische SSR) ist ein belarussischer Eishockeyspieler, der seit 2022 beim HK Brest aus der belarussischen Extraliga spielt.

## Karriere
Sjarhej Maljauka begann seine Karriere als Eishockeyspieler in seiner Heimatstadt beim HK Njoman Hrodna, für den er mit kurzen Unterbrechungen durchgängig spielt. In der Spielzeit 2009/10 spielte er erstmals für die erste Mannschaft von Njoman in der Extraliga. Anschließend verließ er seinen Stammverein und ging in die Molodjoschnaja Chokkeinaja Liga, in der er für Minskije Subry und Dinamo-Schinnik Babrujsk spielte. Bereits in der zweiten Hälfte der Spielzeit 2011/12 kehrte er jedoch zu Njoman Hrodna zurück und wurde mit dem Klub belarussischer Vizemeister. 2013 und 2014 wurde er mit seinem Klub sodann belarussischer Meister. 2015 konnte er mit dem Klub den IIHF Continental Cup gewinnen. 2017 und 2018 gewann er mit Njoman Hrodna erneut den belarussischen Titel und 2017 und 2019 den Pokalwettbewerb. 2022 verließ er seine Geburtsstadt und schloss sich dem HK Brest an.

### International
Für Belarus nahm Maljauka im Juniorenbereich an der U20-Weltmeisterschaft der Division I 2010 teil.
Sein Debüt in der Herren-Nationalmannschaft gab er in der Saison 2014/15. Später stand er im Aufgebot seines Landes bei der Weltmeisterschaft 2019 in der Division I, als der Aufstieg in die Top-Division gelang. Dieser konnte wegen der weltweiten COVID-19-Pandemie jedoch erst 2021 wahrgenommen werden, als Maljauka jedoch nicht zum Kader gehörte.

## Erfolge und Auszeichnungen
- 2013 Belarussischer Meister mit dem HK Njoman Hrodna
- 2014 Belarussischer Meister mit dem HK Njoman Hrodna
- 2015 Gewinn des IIHF Continental Cups mit dem HK Njoman Hrodna
- 2017 Belarussischer Meister und Pokalsieger mit dem HK Njoman Hrodna
- 2018 Belarussischer Meister mit dem HK Njoman Hrodna
- 2019 Belarussischer Pokalsieger mit dem HK Njoman Hrodna

### International
- 2019 Aufstieg in die Top-Division bei der Weltmeisterschaft der Division I, Gruppe A (wegen der weltweiten COVID-19-Pandemie erst 2021 wirksam)

## Karriere-Statistik
(Stand: Ende der Saison 2021/22)

## Familie
Maljaukas Zwillingsbruder Aljaksandr ist ebenfalls belarussischer Nationalspieler, während die fünf Jahre jüngere Schwester Lidzia international für Russland spielt.